# Josef Ajram
Josef Ajram Tares (Barcelona, 5 de abril de 1978) es un escritor, conferenciante y trader español.

## Biografía
Nació en Barcelona el 5 de abril de 1978. Hijo de padre sirio y madre española, Josef Ajram Conocido trader, fundó en el año 2000, con el apoyo de su familia, la empresa Caltal Promotrading, enfocada en ofrecer asesoramiento financiero y contable. Su primer gran éxito en la bolsa se desarrolló durante los ataques terroristas del 11-S, donde operó mediante intradía, es decir, vendió las acciones que poseía y, aprovechando la bajada de los precios a causa de los efectos que tuvieron los atentados, las volvió a comprar.
Como conferenciante, Josef imparte cursos de iniciación a la bolsa. En 2009 creó Where is the Limit, empresa-club que cuenta con más de 800 socios en toda España y que tiene delegaciones en ciudades como Valencia, Marbella, Madrid, A Coruña o Sevilla. También es socio de la agencia de marketing digital y social media Molokai así como de Tradercom. Ha publicado varios libros de motivación personal y autosuperación.
Trabaja de trader intradía especulando en la Bolsa de Barcelona y en la Bolsa de Madrid.
Además de sus actividades en bolsa, es un atleta amateur, que participa en carreras de resistencia como el triatlón, ciclismo, bicicleta de montaña o maratones. Ha finalizado varios ironmans, entre ellos, el de Austria, Suiza, Alemania y Corea del Sur. Es el primer español en acabar el Ultraman de Canadá y Hawái. En 2006, finalizó segundo en la Titan Desert por detrás de Pedro Vernis. El 5 de mayo de 2011 participó en la Epic 5 de Hawái, prueba no competitiva donde solo participaban atletas elegidos por la organización. Quedó primero en cuatro de las cinco etapas que componen la Epic 5 y fue el participante que menos tiempo invirtió, si bien no existía clasificación oficial ni trofeo.
Ajram lanzó su propia sicav en 2016, de la cual acabaría abandonando su gestión solo dos años y medio más tarde, después de acumular unas pérdidas superiores al 20%.
Ajram cerró en 2019 su empresa Where is the Limit SL por acumular perdidas de más de 100.722.54 € o un 20% del valor inicial.
El 12 de noviembre de 2019 Ajram lanza junto a MGA Games una slot de casino disponible para operadores nacionales e internacionales.

## Libros
Ha escrito cinco libros:
| Año  | Título                                               | ISBN          | Editorial  | Descripción                               |
| ---- | ---------------------------------------------------- | ------------- | ---------- | ----------------------------------------- |
| 2010 | Dónde está el límite                                 | 9788496981799 | Plataforma | Autobiografía                             |
| 2011 | La solución. El método Ajram                         | 9788415115656 | Plataforma | Soluciones a la crisis económica actual.  |
| 2012 | No sé dónde está el límite, pero sí sé dónde no está | 9788415320647 | Alienta    | Sus logros deportivos.                    |
| 2013 | Ganar en bolsa es posible                            | 9788415115311 | Plataforma | Sistema de inversión para ganar en bolsa. |
| 2016 | El pequeño libro de la superación personal           | 9788416253715 | Alienta    | 100 frases para ser dueño de tu vida.     |